# 引螈属
引螈属（学名：Eryops，意为“延长的脸”，得名于其头骨大部分位于眼前），又称长脸螈，是一种已灭绝的离片椎目块椎类两栖动物。该属下仅一种大头引螈，化石主要发现于早二叠纪德克萨斯州及晚石炭纪新墨西哥州

## 描述

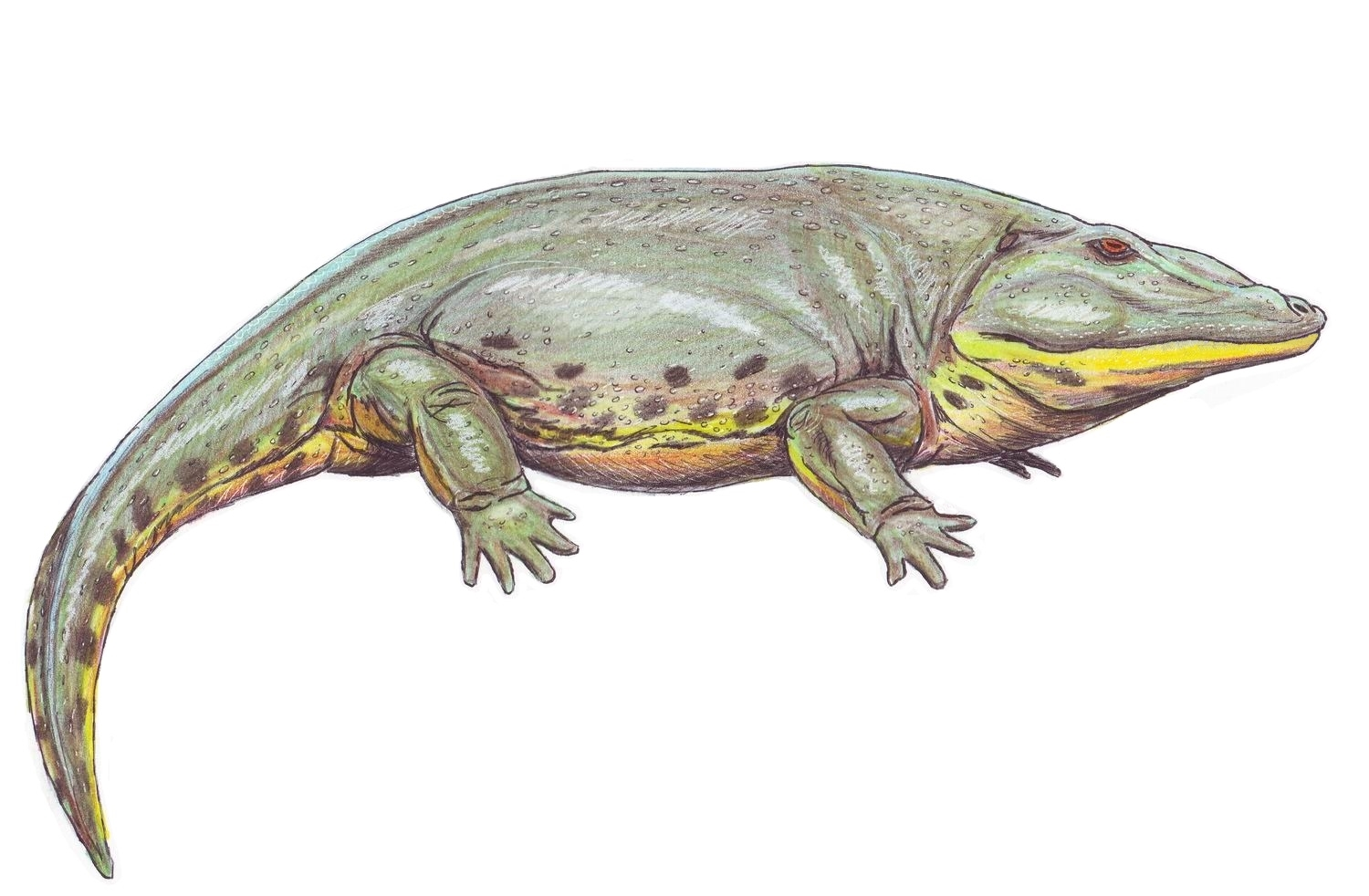
活体复原

引螈体长约1.5至2米，最长可达3米，是当时最大的陆地动物之一。成体体重可达102至222千克。头骨大而长，宽而扁平，可达60厘米长，大嘴中具有弯曲的牙齿用于固定滑溜的猎物，具有牙釉质及迷齿类结构，表明了其咬住猎物向内吞下的捕食方法。

## 古生物学
引螈是早二叠纪最大的食肉动物之一，为半水生，但根据其骨组织解剖学分析，引螈并不高度水生， 且不会常与合弓纲等竞争。
引螈生活在低洼的水塘，溪流或河流中，其牙齿说明他们可能已大型鱼类或其他水生四足动物为食。引螈僵硬的躯干和粗壮的尾巴说明他们可能不擅长游泳，成年引螈主要会在陆地上生活。